# Jüdischer Friedhof (Schnaittach)

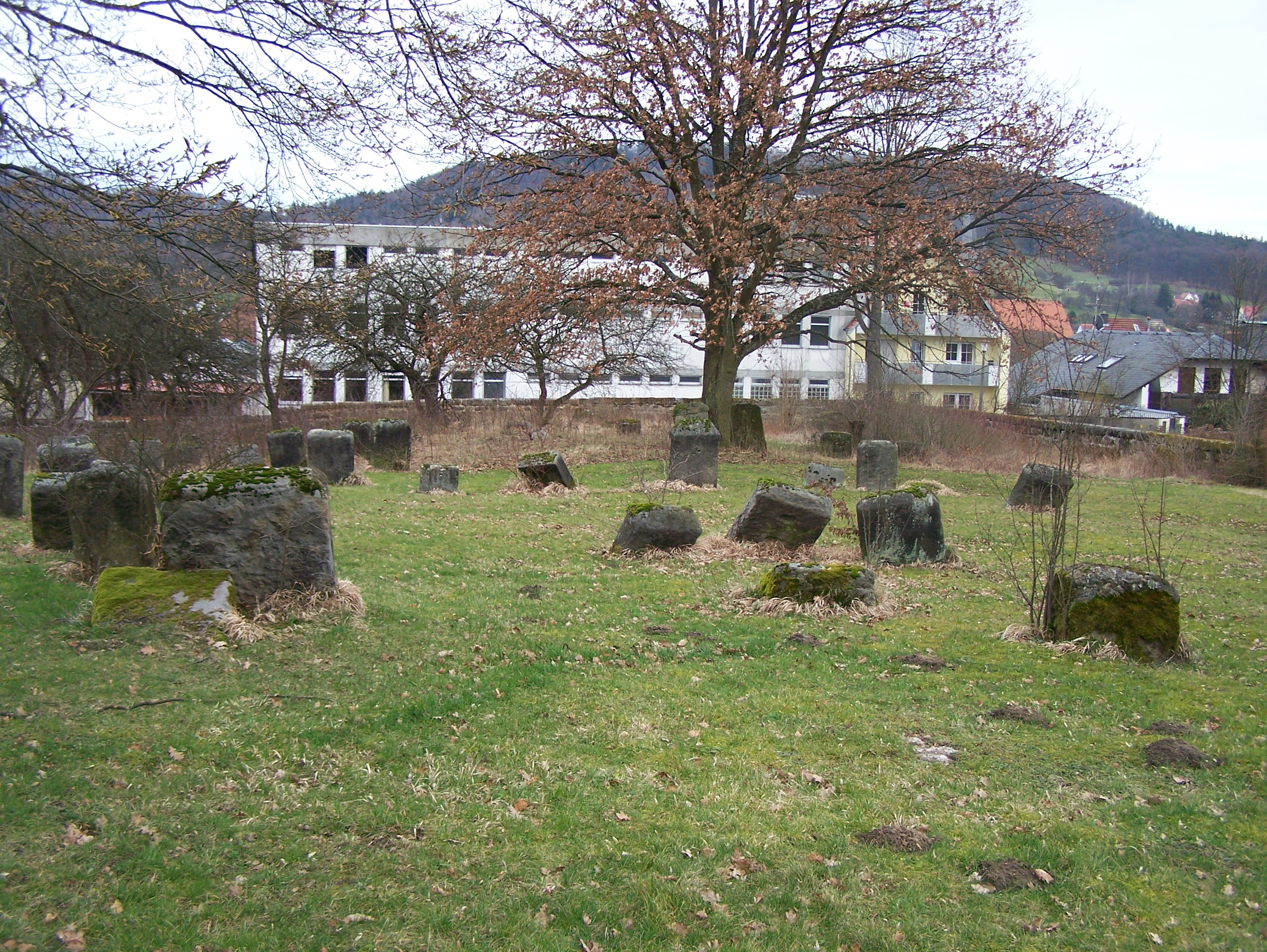
Erster jüdischer Friedhof

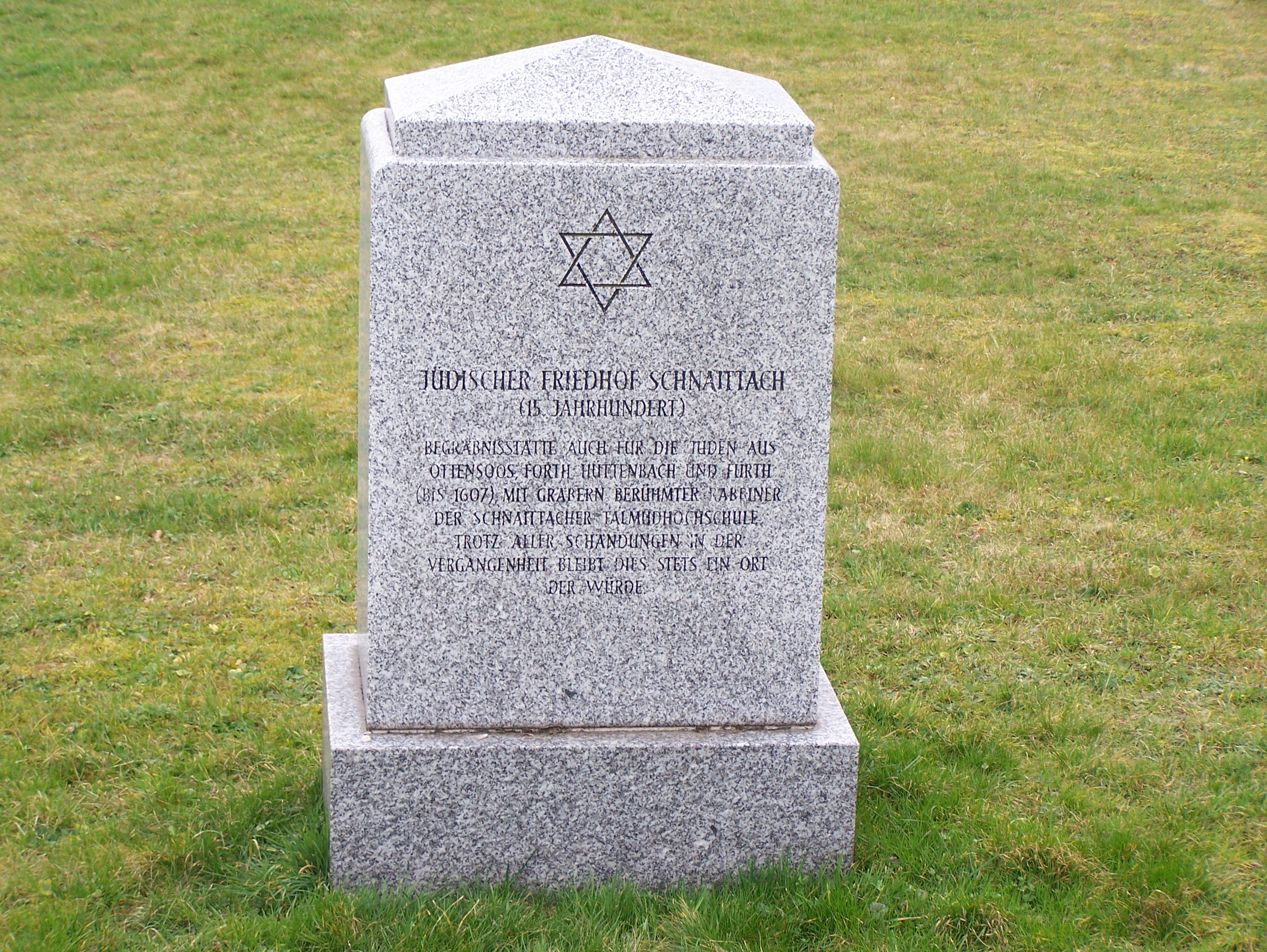
Gedenkstein auf dem zweiten jüdischen Friedhof in Schnaittach

Der Jüdische Friedhof Schnaittach ist ein jüdischer Friedhof in Schnaittach, einer Marktgemeinde im mittelfränkischen Landkreis Nürnberger Land in Bayern. Der Friedhof besteht aus drei räumlich getrennten Teilen, da im Laufe der Jahrhunderte immer wieder Platz für neue Grabstellen geschaffen werden musste.

## Geschichte

### Friedhof I
Dieser erste Friedhof, am heutigen Krankenhausweg gelegen, wurde bereits um 1500 angelegt. Er ist 1537 erstmals urkundlich erwähnt und hat eine Fläche von 48,0 Ar.

### Friedhof II
Der Kaufvertrag über den Acker zwischen dem Krankenhausweg und der Erlanger Straße wurde am 16. Februar 1834 ausgefertigt. Der Friedhof hat eine Fläche von 20,4 Ar.

### Friedhof III
1897 wurde mit einem Teil der Steine des abgetragenen alten Taharahauses auf dem neuesten Teil ein neues Taharahaus errichtet, das heute noch vorhanden ist. Die erste Beisetzung auf dem 19,2 Ar großen Friedhof fand am 5. April 1907 (Regina Aischberg) statt.
In Schnaittach wurden auch die Toten folgender jüdischer Gemeinden bestattet: Forth, Hüttenbach und Ottensoos. Bis 1607 bestattete auch die jüdische Gemeinde Fürth ihre Toten in Schnaittach.

## Zeit des Nationalsozialismus
In der Zeit des Nationalsozialismus schändete man alle Grabsteine auf dem Friedhof II und verkaufte sie als Baumaterial. Auch auf dem Friedhof I wurde ein großer Teil der Grabsteine entfernt, ein weiterer Teil auf Friedhof III, bis die Friedhöfe unter Denkmalschutz gestellt wurden. Weitere Grabsteine wurden beschädigt.

## Heutiger Zustand
Heute sind insgesamt noch etwa 180 Grabsteine erhalten. Auf Friedhof I sind viele Grabsteine auf dem älteren Teil erhalten, auf Friedhof II aber nur ein Grabstein am ursprünglichen Platz. Inzwischen sind jedoch einige Grabsteine in Teilen oder als Ganzes wieder dorthin zurückgekehrt, konnten aber nicht am ursprünglichen Ort wieder aufgestellt werden. Die letzten Bestattungen auf Friedhof III waren die des Chajim Strauss am 27. Juni 1938 und die des am 16. Januar 1952 in Schnaittach verstorbenen Heinrich Freimann.
Im Jahr 1993 wurde auf Friedhof II ein Gedenkstein für die Opfer der Shoa errichtet.